# الخرطوم 2 (حي)
الخرطوم (2) حي سكني من أحياء مدينة الخرطوم عاصمة السودان والواقعة في ولاية الخرطوم.

## الموقع
يحده شرقاً شارع أفريقيا المؤدي إلى مطار الخرطوم الدولي، وغرباً حي الخرطوم (3) وجنوباً حي العمارات، من ناحية شارع (1) 
وشمالا الخرطوم عموم

## نبذة عن الحي
- يعتبر الحي من الأحياء التي تصنف بأنها أحياء راقية وهادئة، وارتبط في أذهان العامة في الخرطوم باحتوائه على منازل الدبلوماسيين السفراء ووغيرهم من الموظفين الدوليين الأجانب والسودانيين.
- جميع الطرق المحيطة بالحي ممهدة
- تتخلل الحي عدة حدائق وساحات عامة.
- يوجد في الحي عدداً من المطاعم والمحلات التجارية ومجمعات التسوبق السوبر ماركات ومحلات الأزياء.
- بالحي مدارس في مختلف المستويات.[2]

## سكان الحي
- تقطن الحي تركيبة سكانية متجانسة وشرائح اجتماعية تسودها نسبة كبيرة من المتعلمين والتجار الذين لهم دورا في تشييد المشاريع الخيرية والخدمات الضرورية.
- تتنوع المهن التي يمارسها سكان الحي وخلفياتهم الثقافية.

## شخصيات بارزة بالحي
إلى جانب رجال الأعمال المشهورين تضم قائمة مشاهير الحي رياضيين وفنانين من بينهم أحمد إسماعيل ابتر، عازف لآلة الساكسفون الموسيقية. ويعرف باسم كوستا.

## المعالم البارزة بالحي
- حديقة أوزون أشهر معالم حي الخرطوم (2) والتي اشتهرت بانها المكان الذي يتجمع فيه السفراء الغربيين والدبلوماسيين وموظفي الأمم المتحدة والمنظمات الاجنبية على حد سواء
- واشراقة التجاني يوسف بشير
- بيتزا كورنر

### البنوك والمصارف
- البنك الفرنسى السودانى - فرع الخرطوم 2[3]
- بنك الخرطوم - فرع الخرطوم 2[4]

### الأسواق
- سوق الخرطوم (2)

### البعثات الأجنبية
- السفارة الهولندية بشارع 47 - منزل 76، الخرطوم2[5]

### الأبراج السكنية بالحي
- برج علا[6]

### المستشفيات
- مستشفى جابر أبو العز
- مستشفى ابن خلدون

## وصلات خارجية
- http://krt.gov.sd/khartoumloc.php